# Schöckingen
Schöckingen is een plaats in de Duitse gemeente Ditzingen, deelstaat Baden-Württemberg, en telt 1797 inwoners (2006).